# Західна конференція НХЛ

Логотип Західної конференції

Французька версія логотипу Західної конференції

За́хідна конфере́нція (англ. The Western Conference фр. Conférence de l'Ouest) — одна з двох конференцій у Національній хокейній лізі, яку використовують для поділу команд. Інша конференція — Східна.
До реорганізації ліги у 1993 році була знана як Конференція Кларенса Кемпбела (англ. Clarence Campbell Conference), або Конференція Кемпбела (англ. Campbell Conference). Вона заснована у 1974 році, коли НХЛ було поділено на дві конференції та чотири дивізіони. Оскільки нові конференції та дивізіони географічно змінилися, то географічні назви у поділах прибрали.
У 1981 році конференції та дивізіони було перерозміщено для кращого відображення географічного положення команд, але чинні назви збереглися коли Конференція Кемпбела стала конференцією для західних команд НХЛ з Північної Америки. Назви конференцій та дивізіонів було змінено у 1993 році, щоб показати їх географічне положення. Новий комісіонер НХЛ Гарі Бетмен зробив зміни, щоб допомогти не хокейним фанатам краще зрозуміти гру, як в Національній баскетбольній асоціації, Національній футбольній лізі та Головній бейсбольній лізі, які використовували географічні назви для своїх конференцій та дивізіонів. Проте, зміни розчарували пуристів та старих хокейних вболівальників, які були впевнені, що вони знищили двадцять років традицій, відкинули відчуття історії ліги. Критики також відзначили, що бейсбольні та футбольні фанати можуть не хвилюватися, оскільки їхні конференції та дивізіони не будуть названі на честь видатних гравців. Нагороду, яку вручають переможцю конференції, Приз Кларенса С. Кемпбела, зберігає деякі зв'язки зі спадком ліги.

## Дивізіони
За регламентом до 1993 року, Конференція Кемпбела складалася з дивізіону Норриса та дивізіону Смайт. Поточна Західна конференція має 15 команд у трьох дивізіонах: Центральному, Тихоокеанському та Північно-західному.
| Центральний                                                                                       | Північно-західний                                                                         | Тихоокеанський                                                                      |
| ------------------------------------------------------------------------------------------------- | ----------------------------------------------------------------------------------------- | ----------------------------------------------------------------------------------- |
| - Чикаго Блекгокс - Колумбус Блю-Джекетс - Детройт Ред-Вінгс - Нашвілл Предаторс - Сент-Луїс Блюз | - Калгарі Флеймс - Колорадо Аваланч - Едмонтон Ойлерс - Міннесота Вайлд - Ванкувер Канакс | - Анагайм Дакс - Даллас Старс - Лос-Анджелес Кінгс - Фінікс Койотс - Сан-Хосе Шаркс |

## Переможці
Для списку переможців конференції дивіться Приз Кларенса С. Кемпбела.

### Переможці Кубку Стенлі
- 1974–75 — Філадельфія Флайєрс†
- 1979–80 — Нью-Йорк Айлендерс†
- 1980–81 — Нью-Йорк Айлендерс†
- 1983–84 — Едмонтон Ойлерс
- 1984–85 — Едмонтон Ойлерс
- 1986–87 — Едмонтон Ойлерс
- 1987–88 — Едмонтон Ойлерс
- 1988–89 — Калгарі Флеймс
- 1989–90 — Едмонтон Ойлерс
- 1995–96 — Колорадо Аваланч
- 1996–97 — Детройт Ред-Вінгс†
- 1997–98 — Детройт Ред-Вінгс†
- 1998–99 — Даллас Старс
- 2000–01 — Колорадо Аваланч
- 2001–02 — Детройт Ред-Вінгс†
- 2006–07 — Анагайм Дакс
- 2007–08 — Детройт Ред-Вінгс†
- 2009–10 — Чикаго Блекгокс
- 2011–12 — Лос-Анджелес Кінгс
- 2012–13 — Чикаго Блекгокс
- 2013–14 — Лос-Анджелес Кінгс
- 2014–15 — Чикаго Блекгокс
- 2018–19 — Сент-Луїс Блюз
- 2021–22 — Колорадо Аваланч
- 2022–23 — Вегас Голден Найтс

† - Філадельфія Флайєрс, Детройт Ред-Вінгс та Нью-Йорк Айлендерс не є постійними членами конференції Кембела/Західної. Їх перевели до Східної/Уельс конференції перед сезоном 1981–82.